# 卵細胞

卵細胞の成熟過程

卵細胞（らんさいぼう、英語: Ovum、複数形は ova）とは、生物における雌性の配偶子のことである。このうち、脊椎動物における卵細胞のことを卵（らん）または卵子（らんし）と呼ぶ。

## 定義
大多数の多細胞生物は生活環の中に核相n と核相2n の時期を持ち、減数分裂によって核相が2n からn になる。核相n の二つの生殖細胞が接合を行うと、新規な遺伝子型を持った2n の細胞を生じ、個体へ成長する。このような生殖細胞を配偶子と言うが、その多くは大小二つの型に特殊化する傾向があり、さらに不動で大型のものと小さいものに特殊化している場合に、前者を卵細胞という。一方で後者は一般には運動性を持ち、精子と呼ばれるが、種子植物などでは運動性を失い、あるいは細胞の独立性を失っている例もある。
一般に動物では、雌性配偶子として卵細胞を生じる。陸上植物や車軸藻類も卵細胞を形成する。

## 用語
一般には動物の雌が卵を産み、その卵から子供が孵る。また、鶏卵など卵殻に包まれた状態で雌から産み出されるものも一般に卵（たまご）と呼ぶ。当然ながらそれには卵細胞が含まれ、あるいは卵細胞そのものを卵という例もある。しかし、卵の中で胚発生が進んでいても卵と呼ぶことは多い。つまり孵化するまでは、それに含まれるものが卵細胞ではなくても卵である。
卵子という言葉は、精子に対応して用いられる。例えばヒトの卵子は単細胞の構造で、卵細胞と言うこともある。しかし、排卵時には減数分裂を終了していない2次卵母細胞であり、厳密には減数分裂を完了した後に卵細胞となる。そのため卵子は卵細胞のみでなく卵母細胞が含まれる場合があり、植物の卵細胞に卵子が使用される例は稀である。
一方、卵細胞は減数分裂後の核相n の雌性の生殖細胞を指している。精子と卵細胞の接合は、特に受精と呼び、生じる接合子は受精卵と呼ぶ。なお、受精しなかった卵は未受精卵、または無精卵という。

## 動物の場合

### 構造
哺乳類の卵子は卵細胞と極体からなり、それらを透明帯という膜が覆っている。卵細胞内には雌性前核（不完全な細胞核のようなもの）がある。

### 形成場所と機能
動物では卵子を形成するのは卵巣である。卵細胞は精子と受精して受精卵が作られる。受精卵は卵割を繰り返し、細胞分化を行い個体へ成長する。

## 陸上植物の場合
コケ植物とシダ植物では造卵器に卵細胞が形成され、精子と受精し受精卵が作られ、発生後胞子体を形成する。種子植物では胚珠内の胚嚢に卵細胞が形成され、精細胞と受精した後発生を開始して胚珠は種子になる。種子は適当な条件がそろった場合、発芽して個体へと成長する。